# Retrato de la madre del artista a sus 63 años de edad

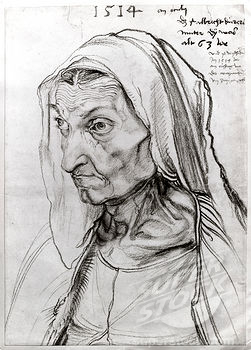
Retrato de la madre del artista a sus 63 años de edad. Kupferstichkabinett, Berlín.

Retrato de la madre del artista a sus 63 años de edad (alemán: Bildnis der Murmura mit 63 Jahren)  es un dibujo en carboncillo de marzo de 1514 del grabador y pintor alemán Alberto Durero, actualmente en el Kupferstichkabinett, en Berlín. Es un estudio sobre su madre, Barbara Holper (c. 1451–1514), tierno pero sin concesiones, completado mientras se hallaba enferma de gravedad, dos meses antes de morir. Durero era muy allegado a su madre y tras su muerte escribió que había muerto dolorosamente y que se sentía tan dolido por ella que no puedo expresarlo. Por la desolación del dibujo, se lo ha comparado con los dos grandes grabados de Durero de 1514, Melencolia I y Virgen junto a la pared. Esta obra es su segundo retrato; el óleo sobre tabla de roble de c. 1490, que ahora se encuentra en Nuremberg, actualmente es considerado un original o una copia de un original perdido. Lo compró c. 1877 el Kupferstichkabinett a la casa de subasta Firmin-Didot de París durante un período de adquisición de más de 35 dibujos de Durero por parte de la galería.

## Contexto histórico
Bárbara Holper era la hija de Hieronymus Holper, a cuyo servicio estuvo el padre húngaro de Durero como aprendiz de orfebre. Durante su servicio Alberto Durero probablemente viviera en la casa de los Holper y viera a la hija de su maestro crecer de niña a mujer. Hieronymus Holper concedió a su hija en matrimonio cuando el padre de Durero tenía 40 años y ella 15. Pese a que parecen haber sido una pareja compatible, según su hijo compartieron vidas difíciles y muchos reveses. Tuvieron juntos 18 hijos entre 1468 y 1492, de los que solo dos sobrevivieron hasta la adultez. La biógrafa de Durero, Jane Hutchinson, sugiere que Barbara Holper pudo haber aprendido y practicado la orfebrería.
Tras su muerte, el acongojado hijo escribió 

Esta, mi piadosa madre, alumbró y crio a dieciocho hijos; a menudo contrajo la peste y muchas otras enfermedades severas y extrañas, y padeció gran pobreza, desdenes, desprecio, palabras burlonas, terrores, y grandes adversidades. Aun así no tenía malicia. Temía mucho a la muerte, pero decía no temer ir ante Dios. Además,  murió sufriendo, y noté que vio algo terrible, pues pidió agua bendita, pese a que no había hablado por largo tiempo. Inmediatamente después sus ojos se cerraron. Vi también cómo la muerte le asestó dos grandes punzadas en el corazón, y cómo su boca y sus ojos se cerraron y partió con dolor. Le repetí las oraciones. Me sentí tan dolido por ella que no puedo expresarlo. Dios sea misericordioso con ella.

Durero presenta a su madre con un realismo duro que a primera vista parecería cruel o grotesco si no hubiera dejado registro escrito de su afecto por ella y no la hubiera acompañado en sus últimos días. La cara está demacrada al punto de parecer esquelética, la piel con hondas arrugas y sombras y los ojos casi extraviados. Es como si el rostro alzase la mirada hacia un vacío desesperante. Aun así sus escritos sobre sus dos padres son profundamente compasivos, comprensivos y se considera que estos retratos son estudios sensibles sobre los estragos de la vejez y la enfermedad en la carne humana. Aunque Durero detalló con actitud forense los efectos del envejecimientos en otros, fue menos inclinado a registrar cómo obraba en su propio cuerpo; su último autorretrato entero lo terminó en 1500.

## Descripción
La historiadora del arte Christa Grössinger describe el dibujo como el más afectuoso de todos los retratos de Durero. David Price escribió sobre su áspera representación de la carne demacrada por la vejez, y la piedad existencial en la dirección del ojo derecho de Bárbara Durero, el cual, de modo casi antinatural, dirige la mirada al cielo. Arriba tiene inscrito el año 1514. El texto en letra grande, arriba a la derecha, reza: Esta es la madre de Alberto Durero cuando tenía 63, mientras que la letra pequeña inmediatamente abajo dice y falleció en el año 1514, el martes antes de la Semana de Rogaciones (16 de mayo), unas dos horas antes de caer la noche.
Robert Beverly Hale citó el dibujo, particularmente la estructura del ojo, por su atención al detalle anatómico y la claridad con que se describe la cavidad orbital. Observando que el ojo de al lado es de forma esférica,  notó que Durero trató los párpados como tiras de carne extendidas sobre el ojo. El iris del ojo de al lado incluye dos puntitos destacados lado a lado, lo que indica que fue dibujado en una habitación con múltiples fuentes de luz.

## Galería

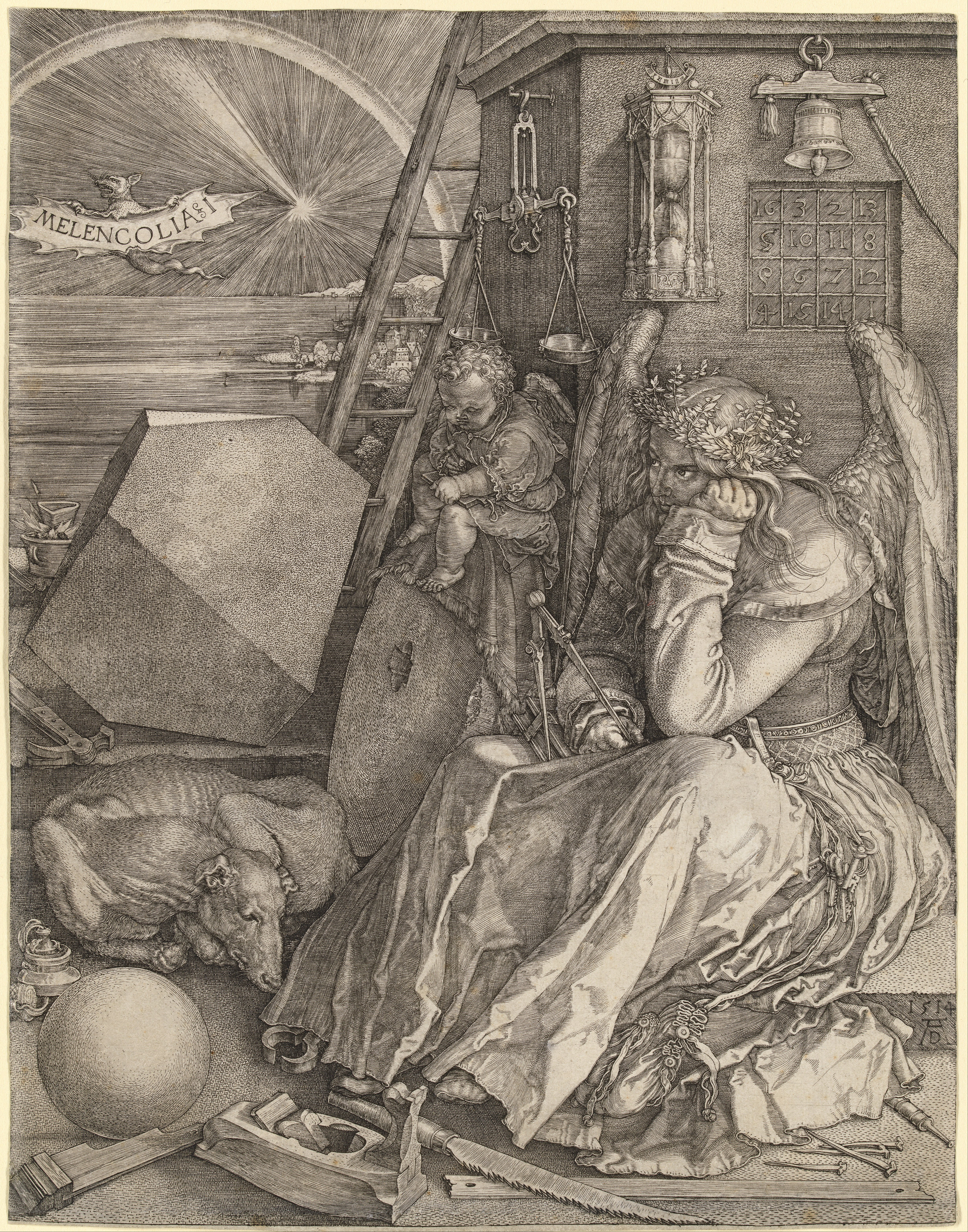
Melencolía, grabado, 1514
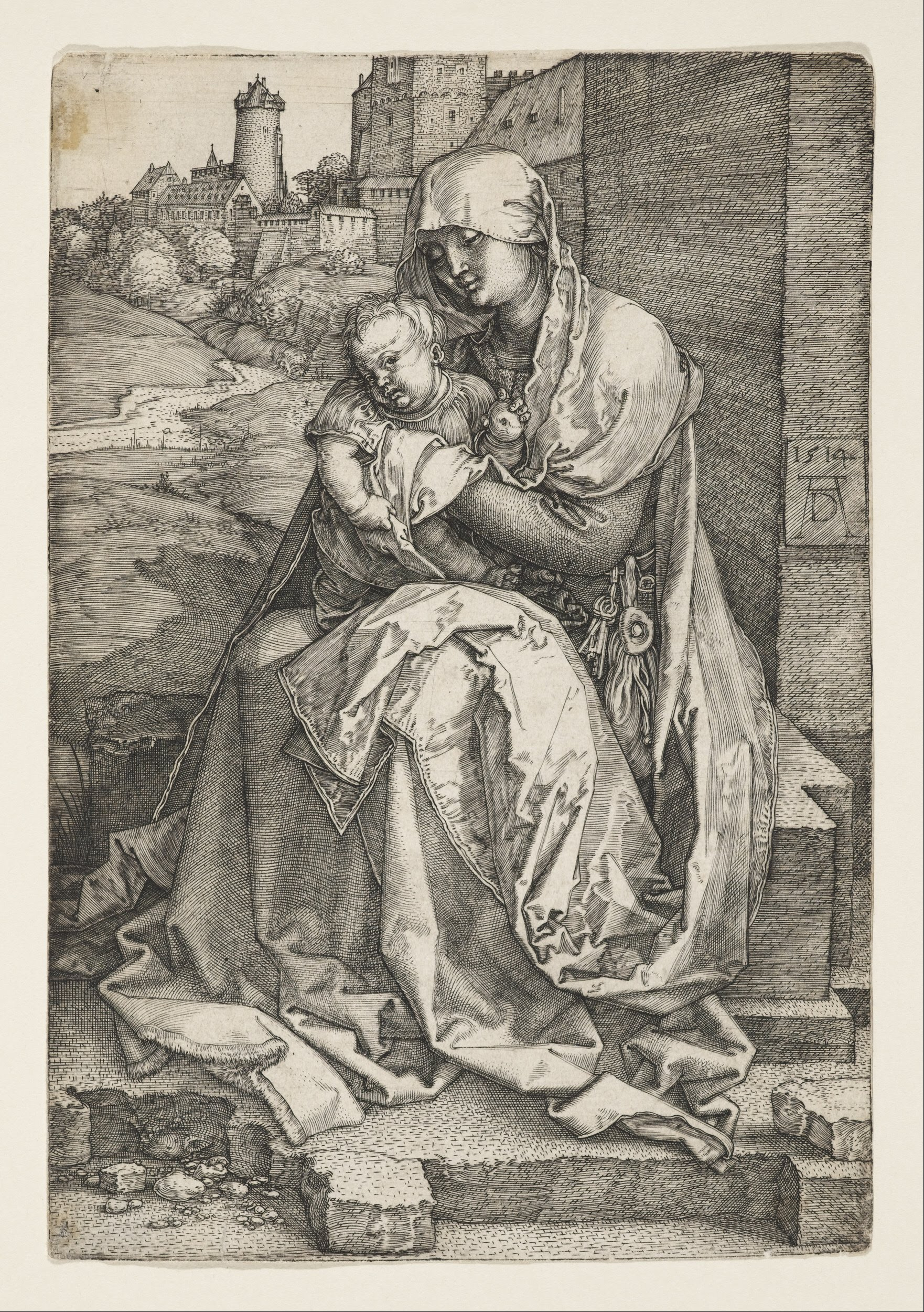
Virgen junto a la Pared, grabado, 1514